# Nikola Mitrović
Nikola Mitrović (in serbo Никола Митровић?; Kruševac, 2 gennaio 1987) è un ex calciatore serbo, centrocampista.

## Caratteristiche tecniche
Centrale naturale dalla grande visione di gioco, può ricoprire il ruolo di mediano. Occasionalmente è stato impiegato anche come trequartista.

## Carriera

### Club
Dopo essere cresciuto in patria con la formazione del Napredak Kruševac, si conferma un vero e proprio giramondo, avendo giocato in Russia, Ungheria, Israele, Cina, Cipro, Polonia e Azerbaigian. Dopo l'ultima stagione giocata con il BVSC Budapest, alla soglia dei 38 anni dopo 1o trofei vinti, e 578 partire giocate nei club con 46 reti, il 1º luglio 2024 decide di appendere gli scarpini al chiodo.

### Nazionale
Dopo aver giocato 3 partite con la Nazionale di Serbia e Montenegro U-17 nel 2004, nel settembre 2007 è stato convocato con l'Under-21 per gara valida per le qualificazioni ad Euro 2011 persa 2-1 contro l'Ungheria restando però in panchina.
Il 7 aprile 2010 debutta in nazionale maggiore nella gara amichevole vinta 3-0 contro il Giappone, subentrando al 69' minuto al posto dell'infortunato Ljubomir Fejsa.

## Statistiche

### Presenze e reti nei club
Statistiche aggiornate al 9 giugno 2025.
| Stagione                 | Squadra                  | Campionato               | Campionato | Campionato | Coppe nazionali | Coppe nazionali | Coppe nazionali | Coppe continentali | Coppe continentali | Coppe continentali | Altre coppe | Altre coppe | Altre coppe | Totale | Totale |
| Stagione                 | Squadra                  | Comp                     | Pres       | Reti       | Comp            | Pres            | Reti            | Comp               | Pres               | Reti               | Comp        | Pres        | Reti        | Pres   | Reti   |
| ------------------------ | ------------------------ | ------------------------ | ---------- | ---------- | --------------- | --------------- | --------------- | ------------------ | ------------------ | ------------------ | ----------- | ----------- | ----------- | ------ | ------ |
| 2004-2005                | Napredak Kruševac        | PL                       | 31         | 1          | KSCG            | 1               | 0               | -                  | -                  | -                  | -           | -           | -           | 32     | 1      |
| 2005-2006                | Napredak Kruševac        | PL                       | 37         | 3          | KSCG            | 0               | 0               | -                  | -                  | -                  | -           | -           | -           | 37     | 3      |
| 2006-2007                | Napredak Kruševac        | PL                       | 35         | 1          | KS              | 2               | 1               | -                  | -                  | -                  | -           | -           | -           | 37     | 2      |
| 2007-2008                | Partizan                 | SL                       | 15         | 0          | KS              | 3               | 0               | CU                 | 0                  | 0                  | -           | -           | -           | 18     | 0      |
| 2008-2009                | Napredak Kruševac        | SL                       | 16         | 2          | KS              | 2               | 0               | -                  | -                  | -                  | -           | -           | -           | 18     | 2      |
| 2009                     | Volga Nižnij Novgorod    | PD                       | 20         | 2          | KR              | 1               | 0               | -                  | -                  | -                  | -           | -           | -           | 21     | 6      |
| gen.-giu. 2010           | Napredak Kruševac        | SL                       | 14         | 2          | KS              | -               | -               | -                  | -                  | -                  | -           | -           | -           | 14     | 2      |
| 2010-2011                | Újpest                   | NBI                      | 29         | 1          | MK+MLK          | 5+2             | 2+0             | -                  | -                  | -                  | -           | -           | -           | 36     | 3      |
| 2011-2012                | Videoton                 | NBI                      | 28         | 1          | MK+MLK          | 6+9             | 0+1             | UCL                | 2                  | 0                  | MS          | 1           | 0           | 46     | 2      |
| 2012-2013                | Videoton                 | NBI                      | 27         | 6          | MK+MLK          | 5+6             | 0+3             | UEL                | 11                 | 0                  | MS          | 1           | 0           | 50     | 9      |
| Totale Videoton          | Totale Videoton          | Totale Videoton          | 55         | 7          |                 | 26              | 4               |                    | 13                 | 0                  |             | 2           | 0           | 96     | 11     |
| 2013-2014                | Maccabi Tel Aviv         | LH                       | 24+9       | 2          | CI              | 0               | 0               | UCL+UEL            | 0+8                | 0                  | -           | -           | -           | 41     | 2      |
| 2014-2015                | Maccabi Tel Aviv         | Lh                       | 24+10      | 2          | CI+CdL          | 2+5             | 1+1             | UCL+UEL            | 0+0                | 0+0                | -           | -           | -           | 41     | 4      |
| 2015-gen. 2016           | Maccabi Tel Aviv         | LhA                      | 14         | 0          | CI+CdL          | 0+2             | 0+0             | UCL                | 9                  | 0                  | SI          | 1           | 0           | 26     | 0      |
| Totale Maccabi Tel Aviv  | Totale Maccabi Tel Aviv  | Totale Maccabi Tel Aviv  | 81         | 4          |                 | 9               | 2               |                    | 17                 | 0                  |             | 1           | 0           | 108    | 6      |
| 2016                     | Shanghai Shenxin         | CL1                      | 4          | 0          | CC              | 0               | 0               | -                  | -                  | -                  | -           | -           | -           | 4      | 0      |
| 2016-gen. 2017           | Bnei Yehuda              | LhA                      | 16         | 0          | CI+CT           | 1+1             | 0+0             | -                  | -                  | -                  | -           | -           | -           | 18     | 0      |
| gen.-giu. 2017           | Anorthōsīs               | AK                       | 6+8        | 0+1        | CC              | 4               | 0               | -                  | -                  | -                  | -           | -           | -           | 18     | 1      |
| set. 2017-gen. 2018      | Napredak Kruševac        | SL                       | 12         | 2          | CS              | 1               | 0               | -                  | -                  | -                  | -           | -           | 13          | 2      |        |
| Totale Napredak Kruševac | Totale Napredak Kruševac | Totale Napredak Kruševac | 145        | 11         |                 | 5               | 1               |                    | -                  | -                  |             | -           | -           | 150    | 12     |
| gen.-giu. 2018           | Wisla Cracovia           | EK                       | 15         | 0          | CP              | -               | -               | -                  | -                  | -                  | -           | -           | -           | 15     | 0      |
| 2018-2019                | Keşlə                    | PL                       | 25         | 2          | CA              | 2               | 0               | UEL                | 0                  | 0                  |             | -           | -           | 27     | 2      |
| 2019-2020                | Zalaegerszeg             | NBI                      | 31         | 3          | MK              | 1               | 0               | -                  | -                  | -                  | -           | -           | -           | 32     | 3      |
| 2020-2021                | Újpest                   | NB1                      | 30         | 4          | MK              | 5               | 0               | -                  | -                  | -                  | -           | -           | -           | 35     | 4      |
| 2021-2022                | Újpest                   | NB1                      | 32         | 1          | MK              | 4               | 0               | UECL               | 4                  | 0                  | -           | -           | -           | 40     | 1      |
| Totale Újpest            | Totale Újpest            | Totale Újpest            | 81         | 6          |                 | 16              | 2               |                    | 4                  | 0                  |             | -           | -           | 101    | 8      |
| 2022-2023                | Honvéd                   | NBI                      | 29         | 0          | MK              | 3               | 1               | -                  | -                  | -                  | -           | -           | -           | 32     | 1      |
| 2023-2024                | BVSC Budapest            | NBII                     | 30         | 2          | MK              | 1               | 0               |                    | -                  | -                  |             | -           | -           | 31     | 2      |
| Totale carriera          | Totale carriera          | Totale carriera          | 471+8      | 35+1       |                 | 72              | 10              |                    | 34                 | 0                  |             | 3           | 0           | 578    | 46     |

### Cronologia presenze e reti in nazionale
| Cronologia completa delle presenze e delle reti in nazionale ― Serbia | Cronologia completa delle presenze e delle reti in nazionale ― Serbia | Cronologia completa delle presenze e delle reti in nazionale ― Serbia | Cronologia completa delle presenze e delle reti in nazionale ― Serbia | Cronologia completa delle presenze e delle reti in nazionale ― Serbia | Cronologia completa delle presenze e delle reti in nazionale ― Serbia | Cronologia completa delle presenze e delle reti in nazionale ― Serbia | Cronologia completa delle presenze e delle reti in nazionale ― Serbia |
| Data                                                                  | Città                                                                 | In casa                                                               | Risultato                                                             | Ospiti                                                                | Competizione                                                          | Reti                                                                  | Note                                                                  |
| --------------------------------------------------------------------- | --------------------------------------------------------------------- | --------------------------------------------------------------------- | --------------------------------------------------------------------- | --------------------------------------------------------------------- | --------------------------------------------------------------------- | --------------------------------------------------------------------- | --------------------------------------------------------------------- |
| 7-4-2010                                                              | Osaka                                                                 | Giappone                                                              | 0 – 3                                                                 | Serbia                                                                | Amichevole                                                            | -                                                                     | 70’                                                                   |
| Totale                                                                |                                                                       | Presenze                                                              | 1                                                                     |                                                                       | Reti                                                                  | 0                                                                     |                                                                       |

## Palmarès

### Club

#### Competizioni nazionali
- Campionato serbo: 1

Partizan: 2007-2008
- Coppa di Serbia: 1

Partizan: 2007-2008
- Coppa di Lega ungherese: 1

Videoton: 2011-2012
- Supercoppa di Ungheria: 2

Videoton: 2011, 2012
- Campionato israeliano: 2

Maccabi Tel Aviv: 2013-2014, 2014-2015
- Coppa di Israele: 1

Maccabi Tel Aviv: 2014-2015
- Coppa Toto: 1

Maccabi Tel Aviv: 2014-2015
- Coppa d'Ungheria: 1

Újpest: 2020-2021